# Haus Groin

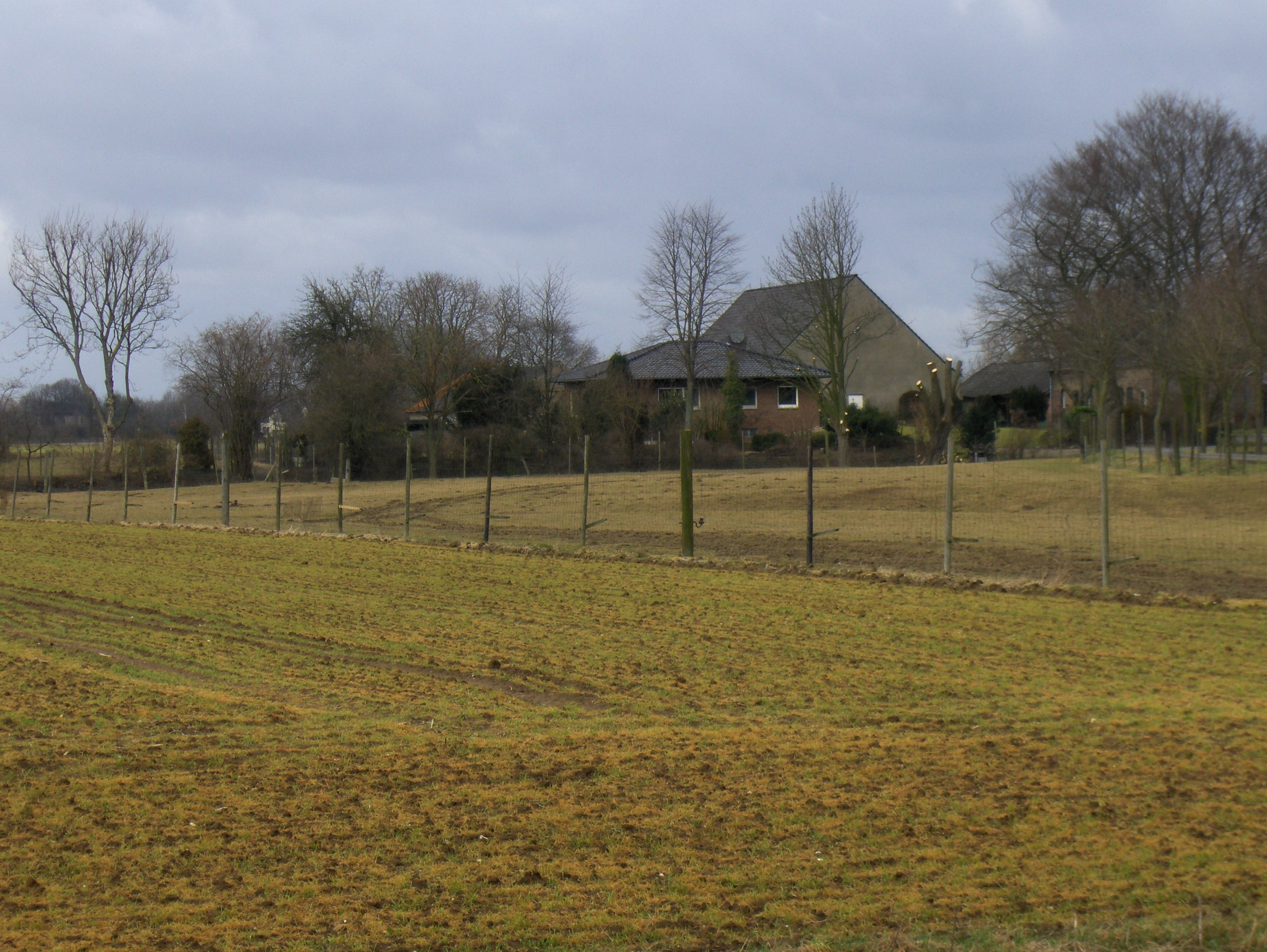
Der ehemalige Rittersitz Haus Groin heute

Haus Groin war ein Rittersitz im Reeser Ortsteil Groin im nordrhein-westfälischen Kreis Kleve. Es ist privat bewohnt und nicht zu besichtigen.

## Geschichte
Haus Groin wird erstmals 1440 als Sitz eines Theodoricus von Groin genannt. Im Jahr 1598 wurde es im Achtzigjährigen Krieg von spanischen Truppen geplündert. 1652 erhebt der brandenburgische Kurfürst Haus Groin samt fünf Bauernhöfen zur Herrlichkeit, sicher eine der kleinsten im Herzogtum Kleve. 

## Anlage
Nach einer Karte von 1574 bestand Haus Groin aus einem zweistöckigen Bau mit Treppengiebeln und seitlichem Turm, umgeben von einem Wassergraben. Um 1690 wurde dieses Gebäude abgebrochen, nachdem es angeblich schon 150 Jahre nicht mehr bewohnt war. Der Nachfolgebau wurde 1802 durch einen „stattlichen Gutshof“ ersetzt. Auch dieses sonst schlichte Gebäude wurde abgebrochen und an seiner Stelle wurde 1972 ein zeitgenössischer Bungalow erbaut.
Durch die häufigen Neubauten sind von der ursprünglichen Anlage heute nur noch ein Wirtschaftsgebäude aus dem 19. Jahrhundert und Reste des Wassergrabens erhalten.